# Iglesia de Nuestra Señora de la Asunción (Barchín del Hoyo)
La iglesia de Nuestra Señora de la Asunción es un templo católico de la localidad española de Barchín del Hoyo, en la provincia de Cuenca.

## Descripción

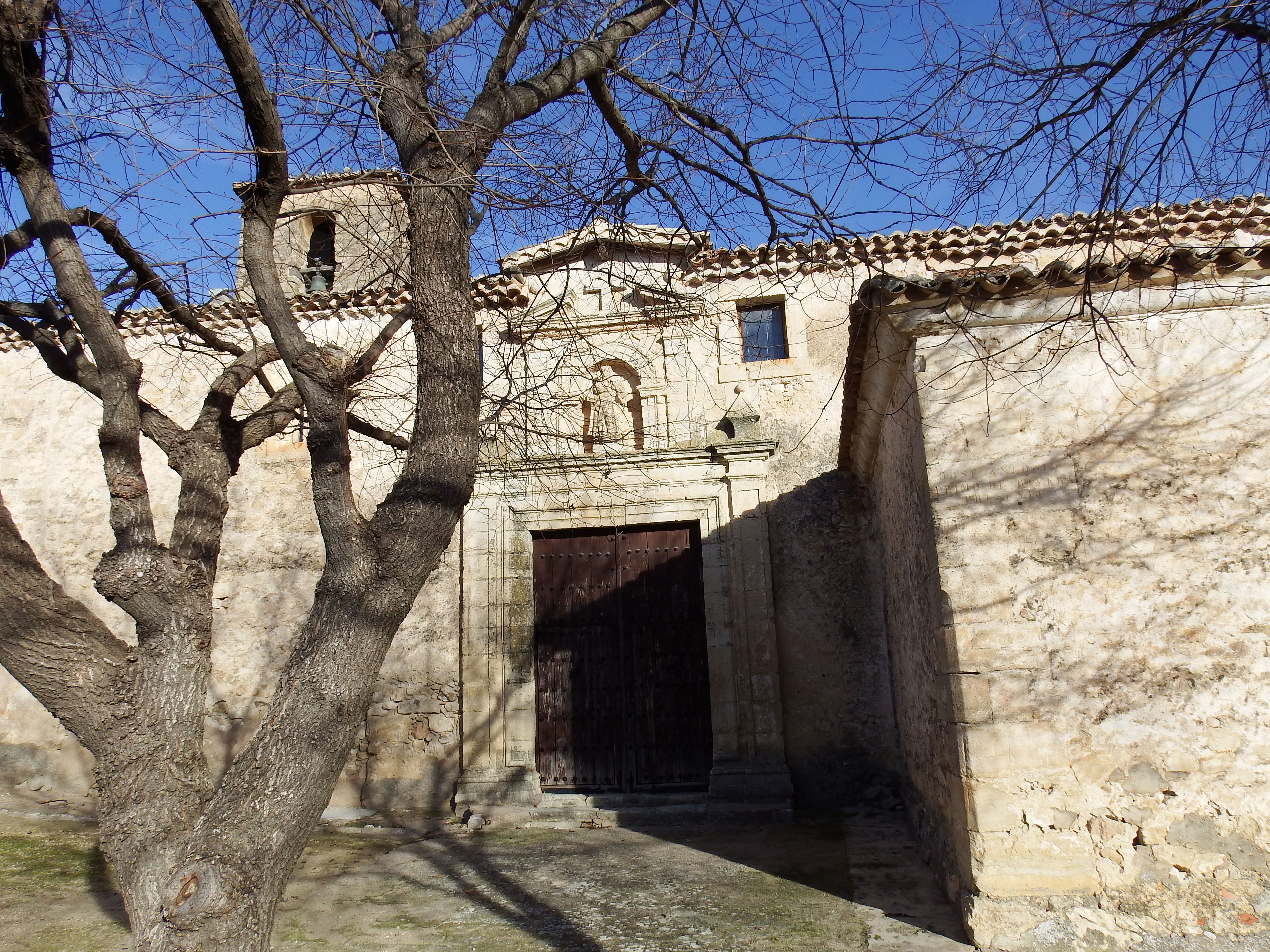
Portada de la iglesia

Se trata de un inmueble ubicado en el municipio conquense de Barchín del Hoyo, en Castilla-La Mancha. El edificio está situado en una explanada sobre una pequeña loma que domina la carretera que domina el pueblo. Data del siglo XV pero tiene añadidos de diferentes épocas, por lo que no presenta un estilo unitario. Las dos ampliaciones más importantes corresponden a los siglos XVII y XVIII. Corresponden a su etapa inicial, gótica, su estructura básica, es decir, las esbeltas arquerías que sostienen y configuran el espacio central. Este espacio central está dividido en tres naves. La cubrición de la nave adopta forma de artesa, conservando los pares de maderas con zapatas de canutillo. Probablemente la capa de yeso, que a comienzos de la década de 1990 aparecía pintada de amarillo, oculte un interesante artesonado de madera, similar al de los ángulos de los pues sobre el coro, de notable lacería mudéjar como muestra de la influencia morisca que allí existió. La capilla mayor es una ampliación del siglo XVII. Es de planta rectangular y como prolongación de la nave central tiene su misma anchura. De escasa profundidad, su espacio se cubre casi por completo con un valioso retablo barroco, dedicado a Nuestra Señora de la Asunción.
En el último cuarto del siglo XVII se abrió en la nave lateral izquierda, a la altura casi de la cabecera del templo, una portada de piedra a modo de arco triunfal que da acceso a la capilla de San Julián, por lo que, al añadir esta capilla, la iglesia pasó a ser de planta de cruz latina, en vez de planta longitudinal como fue en su origen. Enfrentada a ella y en la fachada sur, se abrió una sacristía, de planta rectangular. Sus muros exteriores son de mampostería sentada con mortero de cal y enfoscados con el mismo mortero, que generalmente se halla muy desprendido. El sillar se emplea en las esquinas, ventanas y puertas. Se trata de paramentos lisos, sin contrafuertes o cualquier otro elemento que interrumpa el aspecto sobrio y macizo del conjunto. Destaca sobre el conjunto la volumetría y la altura de la torre campanario, de base cuadrada. Enfrentada a ella, en la fachada norte, hay otra puerta, mucho más sencilla. Es un simple arco de piedra de medio punto.

## Estatus patrimonial
El 19 de febrero de 1992 el inmueble fue declarado Bien de Interés Cultural mediante un decreto publicado el 4 de marzo de ese mismo año en el Diario Oficial de Castilla-La Mancha, con la rúbrica del presidente de la comunidad autónoma, José Bono, y el consejero de Educación y Cultura, Juan Sisinio Pérez Garzón.